# 가약 리 대수
리 군론에서 가약 리 대수(可約Lie代數, 영어: reductive Lie algebra)는 그 딸림표현이 완전 가약 표현인 리 대수이다.

## 정의

### 완전 가약 표현
체 {\displaystyle K} 위의 리 대수 {\displaystyle {\mathfrak {g}}}의 유한 차원 표현
{\displaystyle \rho \colon {\mathfrak {g}}\to {\mathfrak {gl}}(V;K)}
에 대하여, 만약 {\displaystyle \rho }가 기약 표현들의 직합이라면, {\displaystyle \rho }를 완전 가약 표현(完全可約表現, 영어: completely reducible representation)이라고 한다.

### 가약 리 대수
표수 0의 체 {\displaystyle K} 위의 유한 차원 리 대수 {\displaystyle {\mathfrak {g}}}에 대하여, 다음 조건들이 서로 동치이며, 이를 만족시키는 리 대수를 가약 리 대수라고 한다.
- {\displaystyle {\mathfrak {g}}}의 딸림표현은 완전 가약 표현이다.
- {\displaystyle {\mathfrak {g}}}는 충실한 유한 차원 완전 가약 표현 {\displaystyle {\mathfrak {g}}\hookrightarrow {\mathfrak {gl}}(n;K)}을 갖는다.
- {\displaystyle {\mathfrak {g}}}의 중심은 {\displaystyle {\mathfrak {g}}}의 리 대수 근기와 같다. 즉, {\displaystyle \operatorname {rad} ({\mathfrak {g}})=\{x\in {\mathfrak {g}}\colon [x,{\mathfrak {g}}]=0\}}이다.
- {\displaystyle {\mathfrak {g}}\cong {\mathfrak {s}}\oplus {\mathfrak {a}}}인 반단순 리 대수 {\displaystyle {\mathfrak {s}}}와 아벨 리 대수 {\displaystyle {\mathfrak {a}}}가 존재한다.